# 시모요시다정
시모요시다정(下吉田町)은 야마나시현 미나미쓰루군에 있던 정이다. 정으로 승격되기 전 이름은 미즈호촌(瑞穂村)이었다. 현재의 후지요시다시에 해당한다.

## 역사
- 1875년 1월 9일 - 쓰루군 2개 촌이 합병해 미즈호촌이 성립하였다.
- 1878년 7월 1일 - 군구정촌편직법에 의해, 미나미쓰루군에 소속되었다.
- 1889년 7월 1일 - 정촌제 시행에 의해 미즈호촌이 단독으로 지자체를 형성하였다.
- 1951년 3월 20일 - 후지카미요시다정, 아스미정과 합병해 후지요시다시가 성립하여, 동일 시모요시다정은 페지되었다.

## 교통

### 철도
- 후지산로쿠 전기철도
  - 오쓰키선

### 도로
- 국도 제138호선

현재는 구촌에 주오자동차도 가와구치코 나들목의 일부가 소재하지만, 당시엔 미개통